# Jan Jakob Lodewijk ten Kate

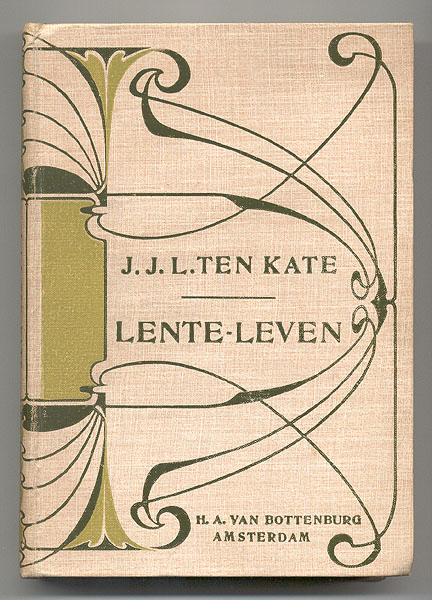
J.J.L. ten Kate: Lente-leven, editie 1909, boekbandontwerp Anna Sipkema.

Jan Jakob Lodewijk ten Kate (Den Haag, 23 december 1819 – Amsterdam, 26 december 1889), was een Nederlands dichter en dominee.

## Leven en werk
Ten Kate was een zoon van de commies bij het ministerie van Marine Jan Herman ten Kate en van Johanna Henrietta Adriana de Witte van Haamstede. Hij groeide op in zijn geboorteplaats Den Haag, samen met zijn broers Mari en Herman, die bekende schilders zouden worden. Hij werkte aanvankelijk als kantoorklerk, maar werd daarnaast in 1834, als veertienjarige, lid van het Haagse literaire gezelschap 'Oefening kweekt kennis', dat in dat jaar was opgericht door onder anderen Samuel Johannes van den Bergh en W.J. van Zeggelen. Daar leerde hij de predikant en filantroop Ottho Gerhard Heldring kennen, die onder de indruk was van de intelligentie en het dichttalent van de jongen, wiens eerste bundel Gedichten al in 1836 verscheen. Heldring bood Ten Kate een plaatsje op zijn zolder aan, waar hij zich kon voorbereiden op een academische studie. Na een jaar kon hij zich in 1838 als student theologie inschrijven aan de Rijksuniversiteit Utrecht. Hij studeerde af in 1843. Samen met Anthony Winkler Prins richtte hij in 1842 het berijmde literaire tijdschrift Braga op, waarvan twee jaargangen verschenen. Hij werkte als predikant achtereenvolgens op Marken en in Almkerk, Middelburg en Amsterdam, waar hij op 15 april 1860 door de plaatselijke predikant Tonco Modderman werd bevestigd in het ambt.
Op 7 mei 1845 trouwde hij in Den Haag met Johanna Sophia Waldorp, een dochter van de schilder Antonie Waldorp. Hun zoon was de kunstschilder Jan Jacob Lodewijk ten Kate.
Ten Kate was een zeer productief dichter, die gemakkelijk kon rijmen. Zijn bekendste gedicht is De schepping (1866), waarin hij probeert Bijbelse en natuurwetenschappelijke standpunten met elkaar in overeenstemming te brengen. Hij vertaalde ook buitenlandse literatuur, waaronder Paradise Lost van Milton en in 1879 de Faust van Goethe. Dat hij ook in het buitenland werd gewaardeerd blijkt uit het feit dat hij in 1865 de Zweedse koninklijke onderscheiding Litteris et Artibus in ontvangst mocht nemen.
J.J.L. ten Kate wordt, met Nicolaas Beets, Eliza Laurillard, Bernard ter Haar en J.P. Hasebroek, gerekend tot de "dominee-dichters" die populair waren door hun moralististische poëzie en daarom door de Tachtigers (jonge literatoren als Willem Kloos en Frederik van Eeden) werden gehoond. Hij werd evenals andere dominee-dichters geparodieerd door Cornelis Paradijs (pseudoniem van Van Eeden) in de bundel Grassprietjes of Liederen op het gebied van Deugd, Godsvrucht en Vaderland (1885).
Maar Goddank! zingt nu cantaten ...
Daar komt J.J.L. ten Kate!
Dankt den Heer met snarenspel
Voor Ten Kate J.J.L.
Dat is scheppen, dat is dichten,
Loven, lieven, steunen, stichten ...
Zing, ten Kate! zing uw lied!
God vergeet zijn dichter niet!
Ten Kate overleed in 1889 in Amsterdam. Zijn gedichten werden in 1890-1891 uitgegeven in twaalf delen.